# La Roche-sur-le-Buis
La Roche-sur-le-Buis is een gemeente in het Franse departement Drôme (regio Auvergne-Rhône-Alpes) en telt 287 inwoners (1999). De plaats maakt deel uit van het arrondissement Nyons.

## Geografie
De oppervlakte van La Roche-sur-le-Buis bedraagt 26,4 km², de bevolkingsdichtheid is 10,9 inwoners per km².

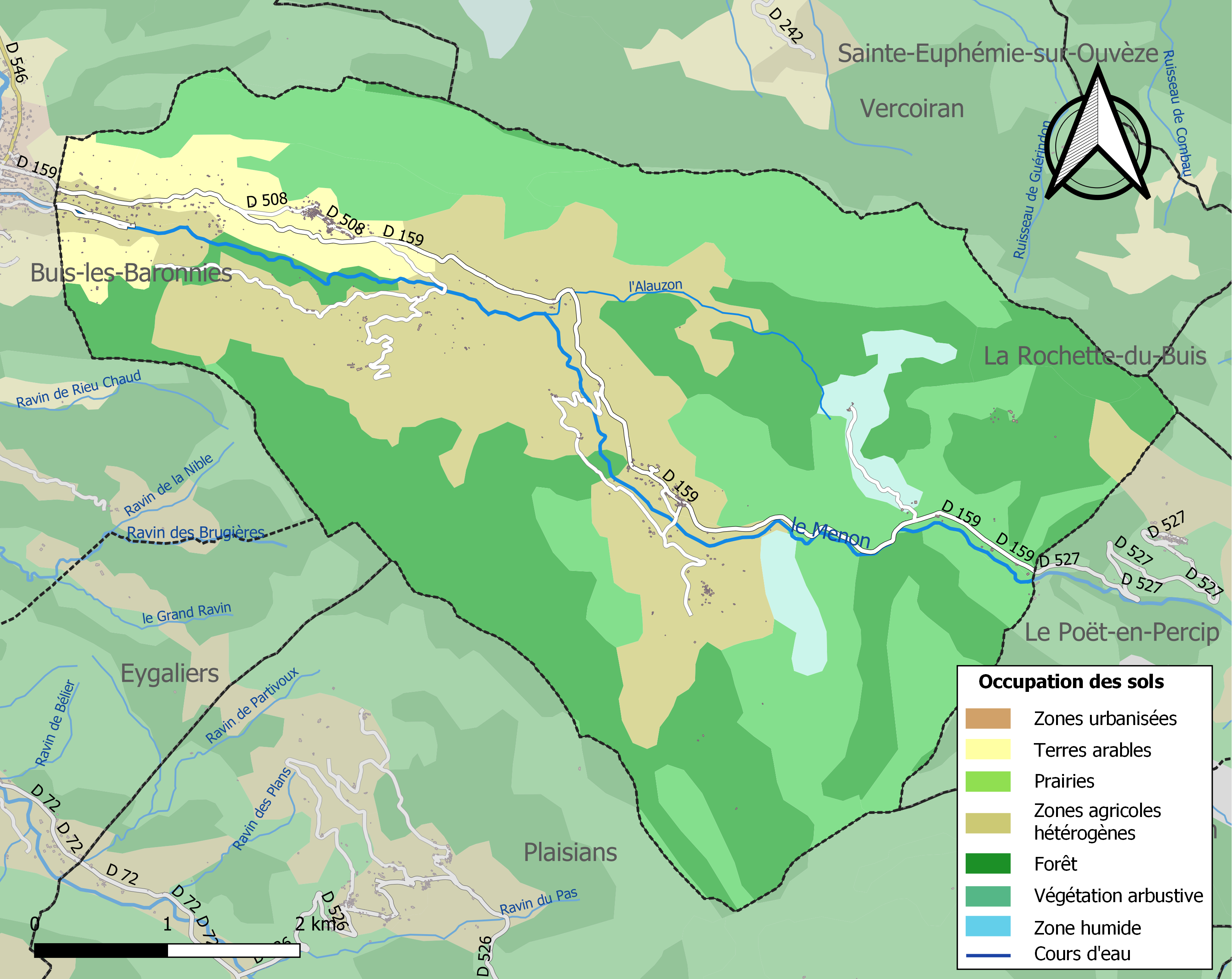
Kaart van de gemeente met belangrijkste infrastructuur, bodemgebruik en omliggende gemeenten

## Demografie
Onderstaande figuur toont het verloop van het inwonertal (bron: INSEE-tellingen).